# 寶達邨

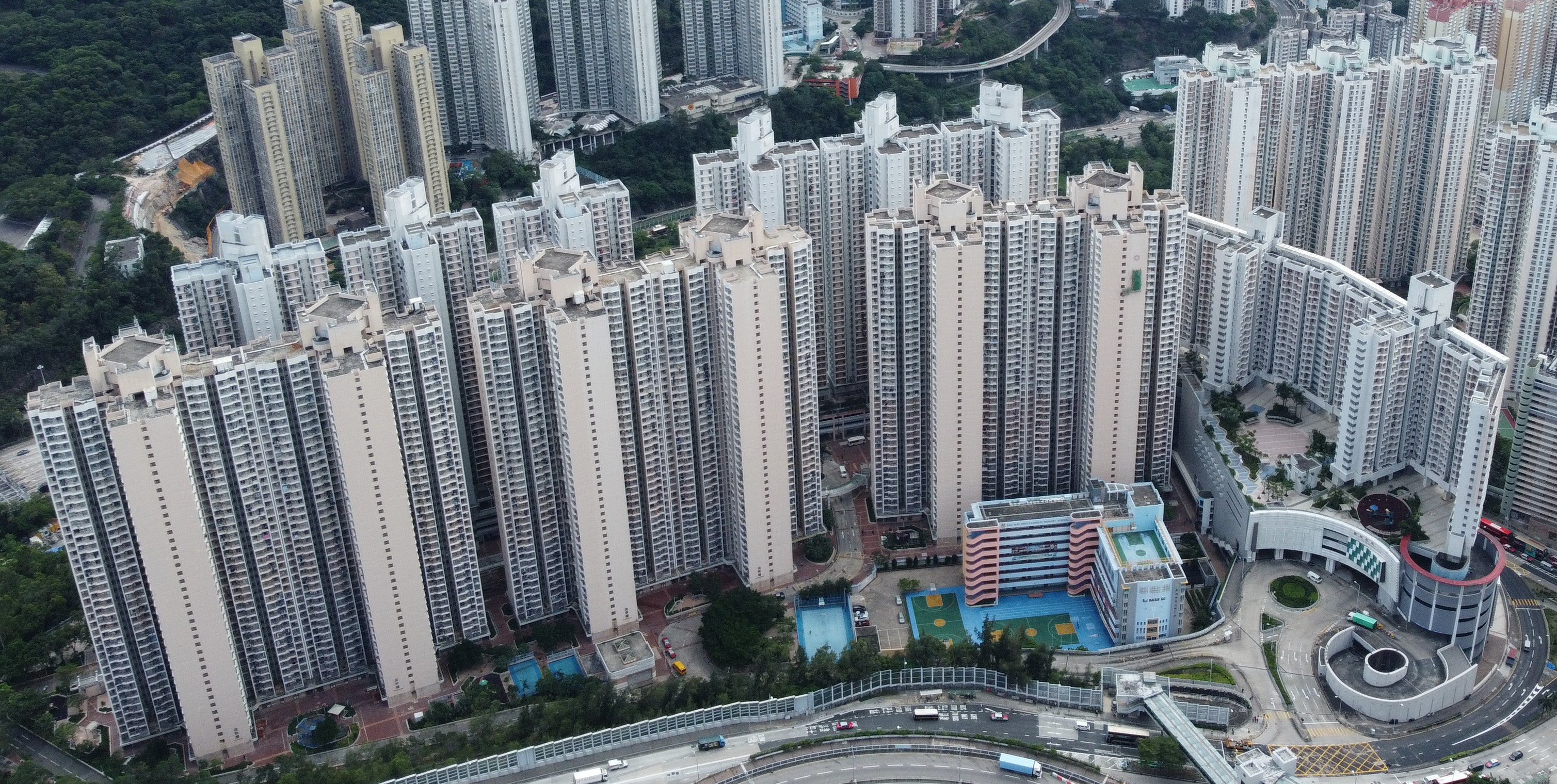
寶達邨北面（空中角度，2021年11月）

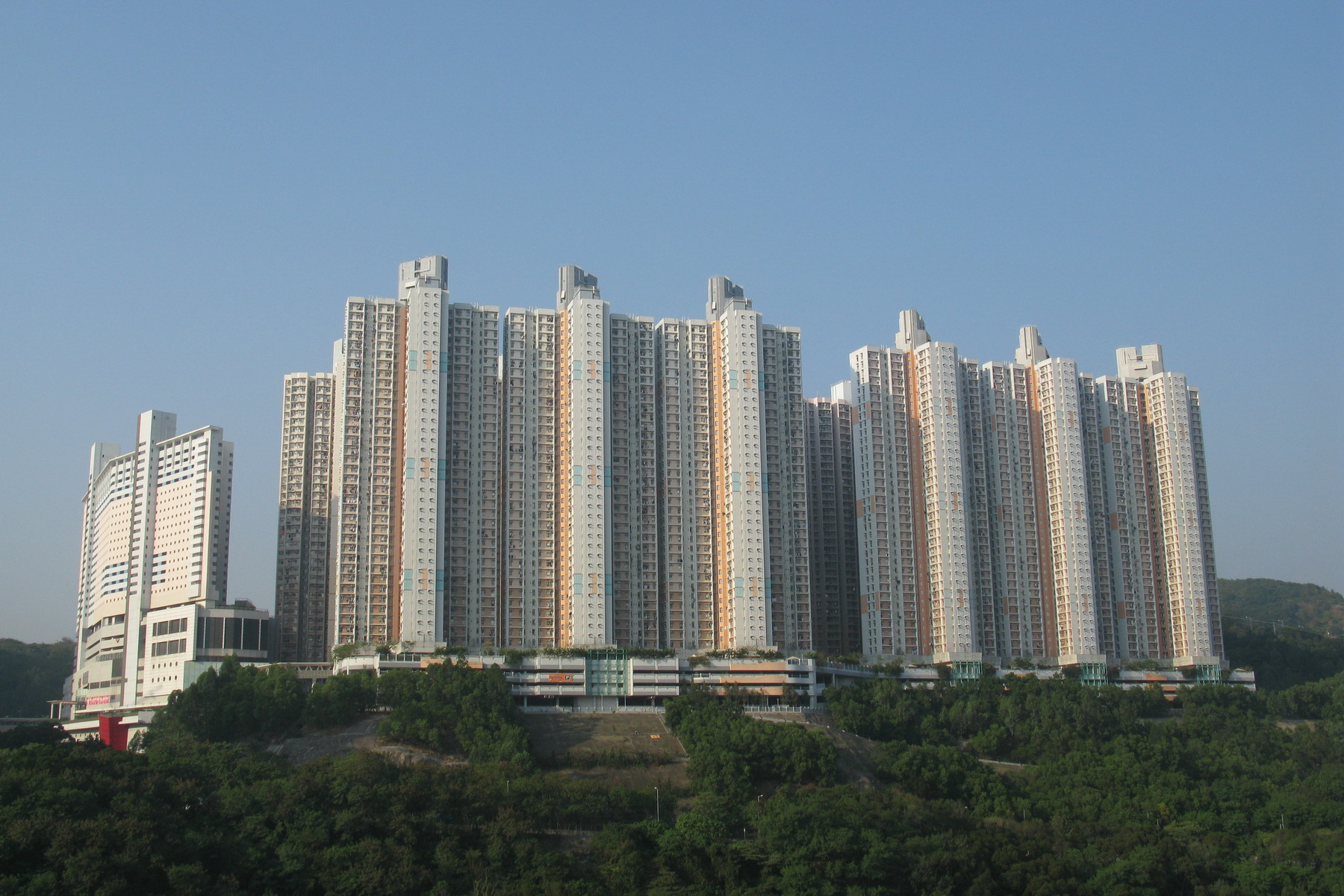
寶達邨南面，其中六座新十字型樓宇，原為「曉琳苑」，目前已改作出租公屋

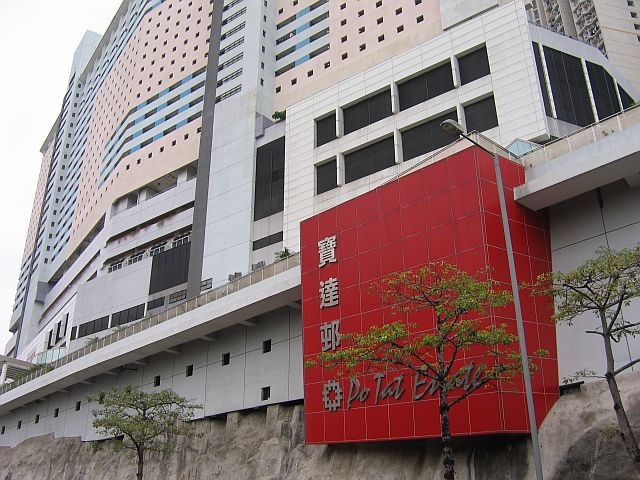
寶達邨牌坊及向秀茂坪道的達祥樓

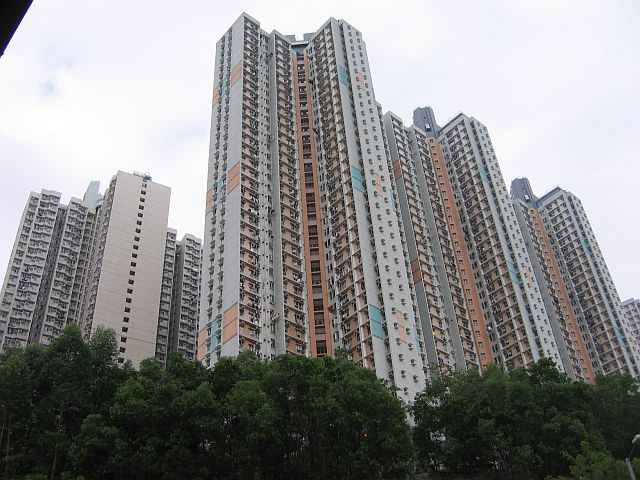
寶達邨大廈近攝

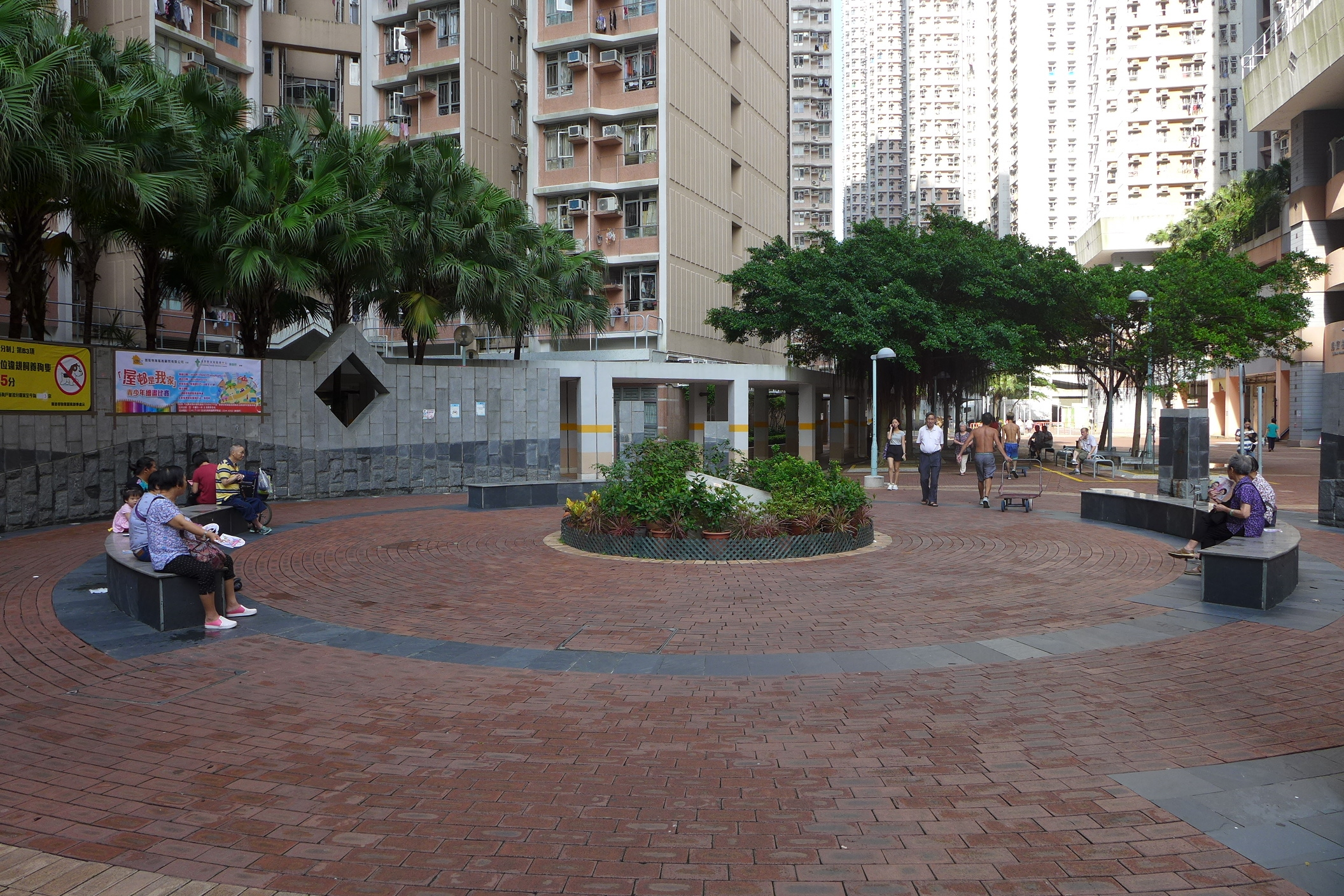
寶達邨花園廣場

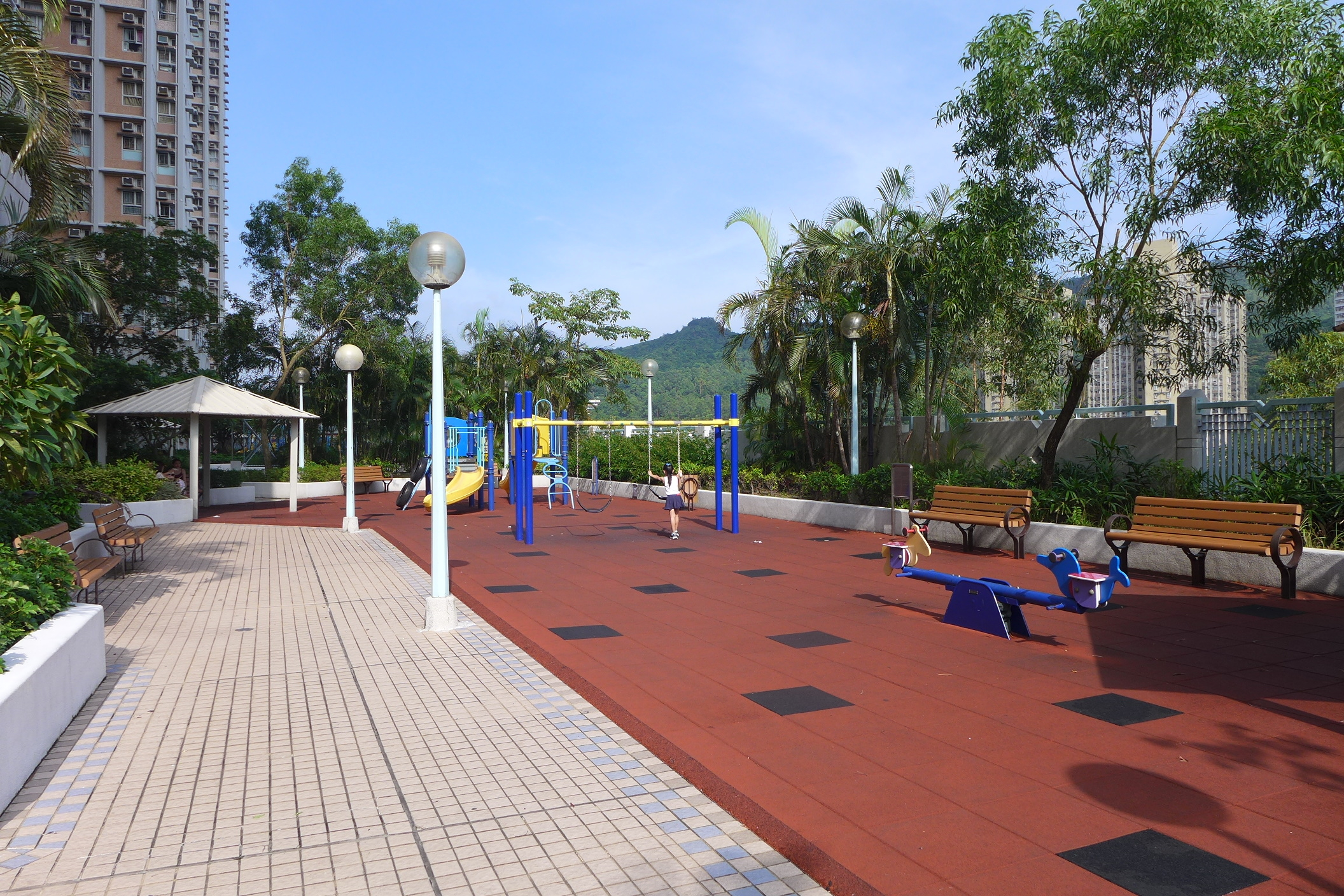
寶達邨平台花園及兒童遊樂場

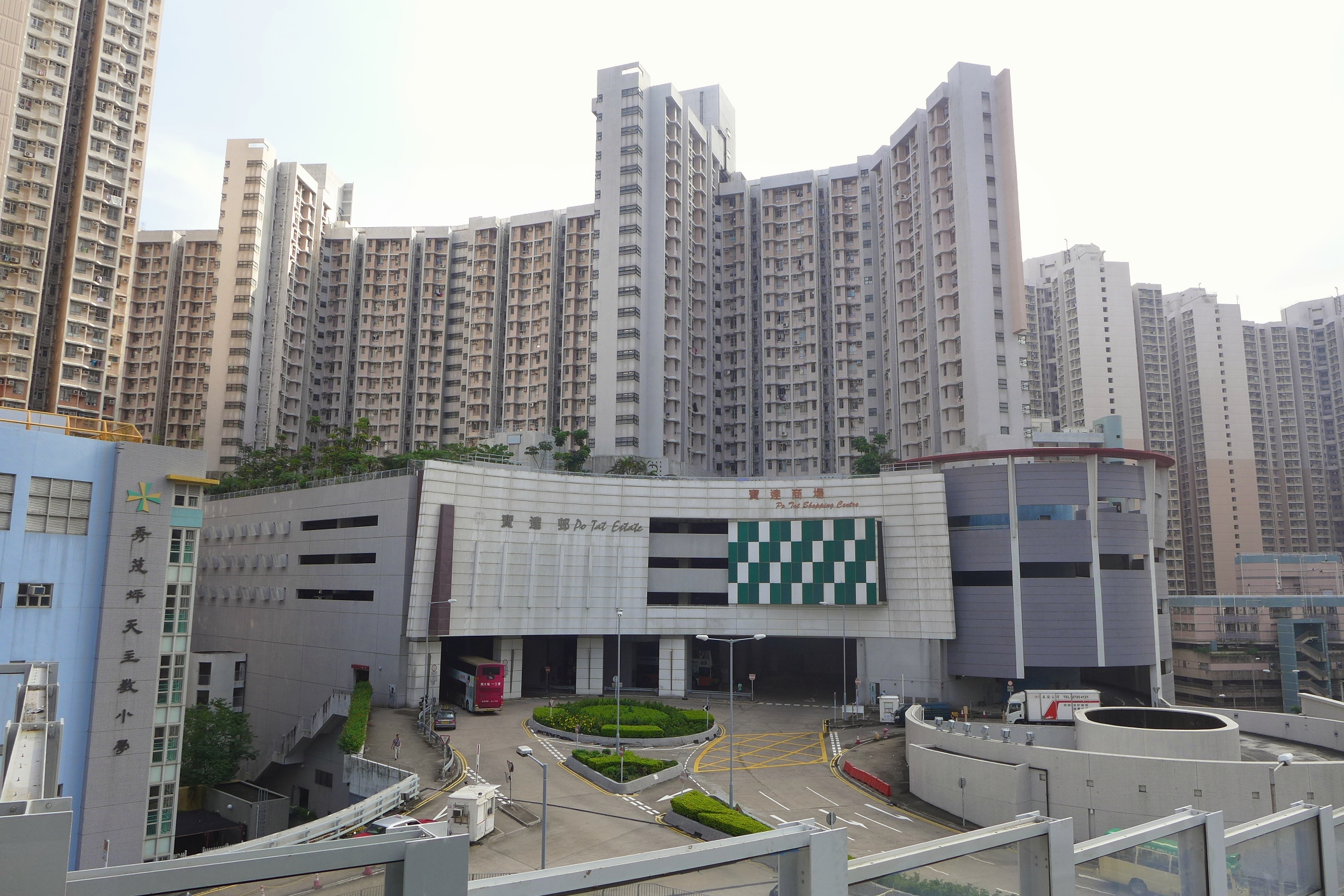
寶達邨達祥樓

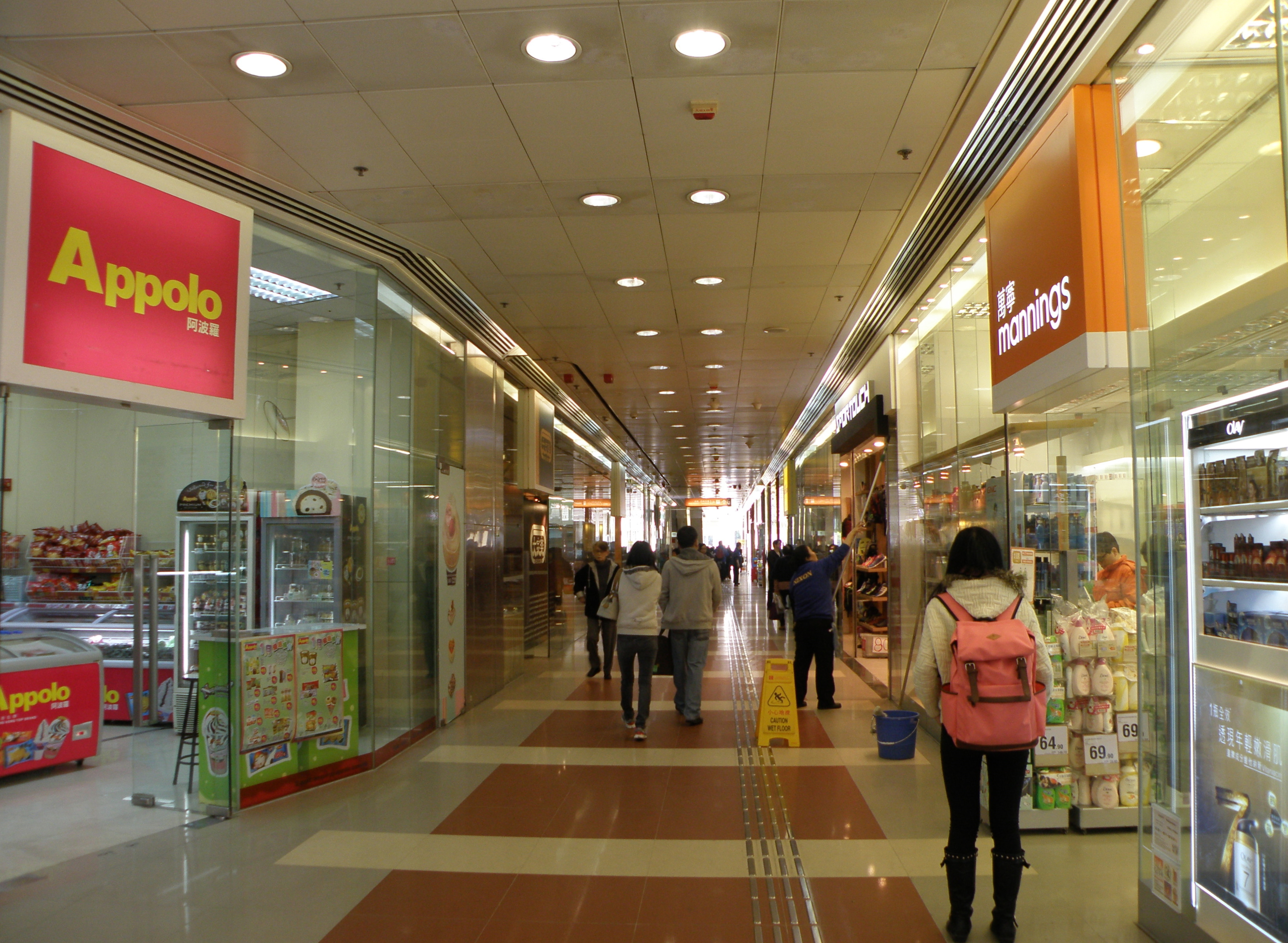
寶達商場地下

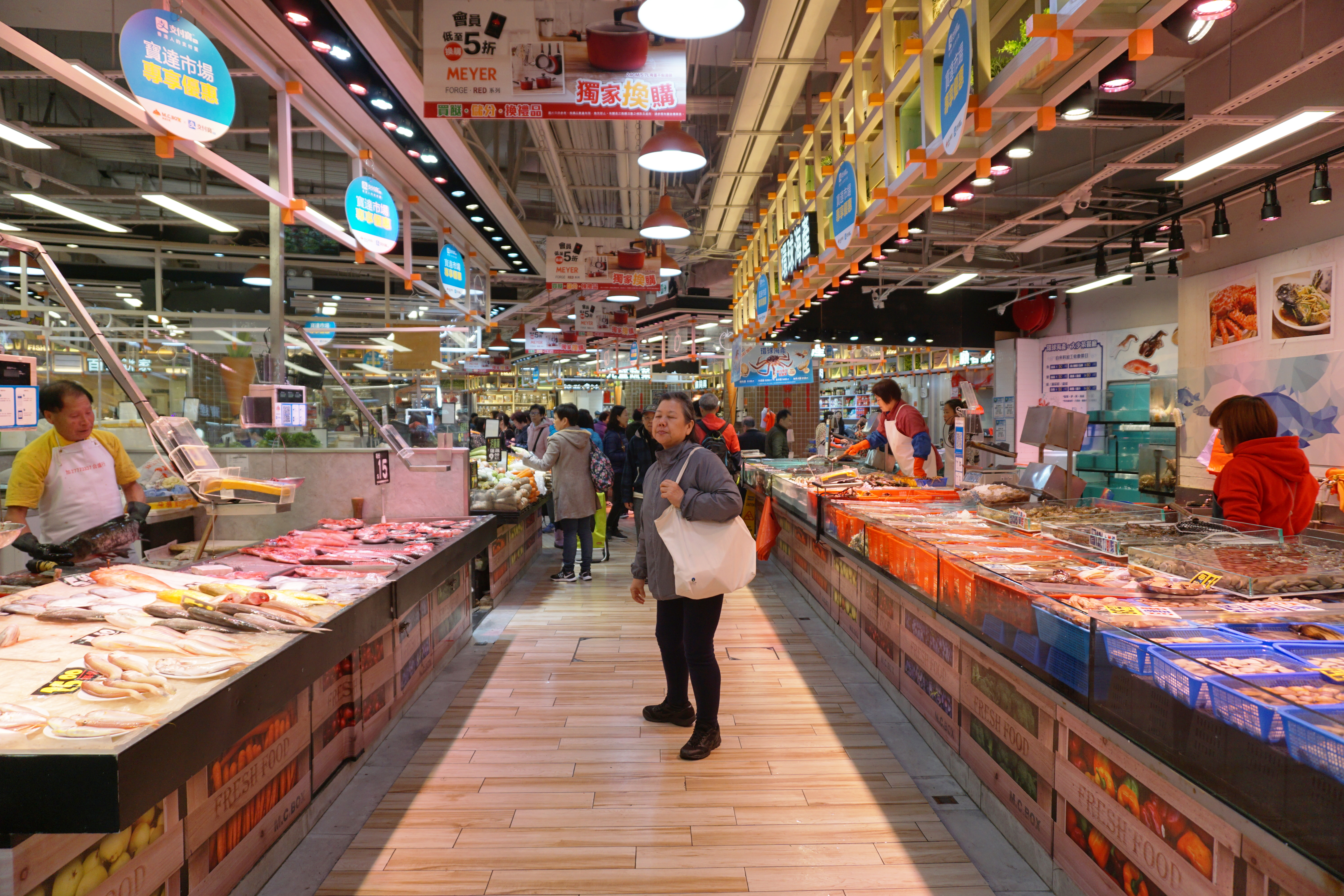
M.C.BOX 寶達市場魚檔

寶達邨位於香港九龍觀塘秀茂坪，項目編號為KL16NR及KL16NH（前曉琳苑樓宇），是香港房屋委員會轄下的公共屋邨之一。

## 歷史簡介
寶達邨位於寶琳路2號，由房屋署總建築師與周余石建築師事務所負責設計；而前曉琳苑大廈則由房屋署總建築師自行設計。所有樓宇均在2001至2003年間落成。
房委會曾經將興建此屋邨的計劃，稱為「寶琳路房屋發展計劃」；該計劃包括寶達邨的7座公屋及6座本名「曉琳苑」的居屋。因為香港特區政府停售居屋的決定，曉琳苑居屋並無發售，而是併入寶達邨作為出租公屋，並在2003年6月起入伙，部份單位按「自選單位計劃」分配予秀茂坪邨最後一期重建的受影響居民。
屋邨所在地段為「新九龍內地段第6470號」，原址前身部分為1980年代短暫存在的安達臣道臨時房屋區；另一部分為車身廠及水泥廠，由連接安達臣道及秀茂坪道的一段舊寶琳路連接；於1986年後，該段寶琳路被鄰近較平直的新建路段取代，但未即時停用。至1995年，上述用地及舊寶琳路被政府收回，並於上址進行一連串的爆破工程，以提供用地興建此邨。整項爆破工程於1997年尾完成，隨後用地交付房委會建屋。至於用地以南殘存的未命名道路，現時已改為連接此邨至連德道的行人路。

## 屋邨資料

### 樓宇
全部樓宇曾經在2010/11年度進行外牆翻油工程。
| 樓宇名稱（座號）     | 樓宇類型                      | 落成年份 | 層數                    | 每層伙數                  | 每座單位總數（伙） | 建築師                              | 承建商       | 提供升降機的廠商 | 期數 | 原有名稱     |
| -------------------- | ----------------------------- | -------- | ----------------------- | ------------------------- | ------------------ | ----------------------------------- | ------------ | ---------------- | ---- | ------------ |
| 達祥樓（第1座）      | 單方向設計大廈 （和諧式設計） | 2002年   | 18 （連計算平台共26層） | 37                        | 666                | 房屋署總建築師、 周余石建築師事務所 | 金門建築     | 富士達           | 1    | （不適用）   |
| 達康樓（第2座）      | 和諧一型第六款 （第三代後期） | 2001年   | 40                      | 20（其餘樓層） 19（19樓） | 799                | 房屋署總建築師、 周余石建築師事務所 | 中國建築國際 | 通力             | 2    | （不適用）   |
| 達富樓（第3座）      | 和諧一型第六款 （第三代後期） | 2001年   | 40                      | 20（其餘樓層） 19（19樓） | 799                | 房屋署總建築師、 周余石建築師事務所 | 中國建築國際 | 通力             | 2    | （不適用）   |
| 達峰樓（第4座）      | 和諧一型第十款 （第三代後期） | 2001年   | 40                      | 18（其餘樓層） 17（19樓） | 719                | 房屋署總建築師、 周余石建築師事務所 | 有利建築     | 蒂森             | 4    | （不適用）   |
| 達翠樓（第5座）      | 和諧一型第六款 （第三代後期） | 2001年   | 40                      | 20（其餘樓層） 19（19樓） | 799                | 房屋署總建築師、 周余石建築師事務所 | 有利建築     | 蒂森             | 4    | （不適用）   |
| 達欣樓（第6座）      | 和諧一型第六款（第三代後期）  | 2001年   | 40                      | 20（其餘樓層） 19（19樓） | 799                | 房屋署總建築師、 周余石建築師事務所 | 有利建築     | 蒂森             | 4    | （不適用）   |
| 達怡樓（第7座）      | 和諧一型第六款（第三代後期）  | 2001年   | 40                      | 20（其餘樓層） 19（19樓） | 799                | 房屋署總建築師、 周余石建築師事務所 | 有利建築     | 蒂森             | 4    | （不適用）   |
| 達喜樓（A座/第13座） | 新十字型 （1999年改良版本）   | 2003年   | 35                      | 10                        | 350                | 房屋署總建築師                      | 瑞安建業     | LG               | 5    | 曉琳苑喜琳閣 |
| 達信樓（B座/第12座） | 新十字型 （1999年改良版本）   | 2003年   | 35                      | 10                        | 350                | 房屋署總建築師                      | 瑞安建業     | LG               | 5    | 曉琳苑樂琳閣 |
| 達佳樓（C座/第11座） | 新十字型 （1999年改良版本）   | 2003年   | 35                      | 10                        | 350                | 房屋署總建築師                      | 瑞安建業     | LG               | 5    | 曉琳苑信琳閣 |
| 達顯樓（D座/第10座） | 新十字型 （1999年改良版本）   | 2003年   | 35                      | 10                        | 350                | 房屋署總建築師                      | 中國建築     | LG               | 3    | 曉琳苑德琳閣 |
| 達貴樓（E座/第9座）  | 新十字型 （1999年改良版本）   | 2003年   | 35                      | 10                        | 350                | 房屋署總建築師                      | 中國建築     | LG               | 3    | 曉琳苑顯琳閣 |
| 達安樓（F座/第8座）  | 新十字型 （1999年改良版本）   | 2003年   | 35                      | 10                        | 350                | 房屋署總建築師                      | 中國建築     | LG               | 3    | 曉琳苑綺琳閣 |

### 商場
寶達商場在2002年落成，樓高3層，商場上蓋為單方向設計出租公屋大廈 - 達祥樓。商場地下設有街市，並於2017年翻新成M.C.BOX寶達市場。商場P1樓設有一家中式酒樓。另有各式店舖、百佳超級市場、OK便利店、麥當勞、大家樂和其他食肆等。商場P2樓設有巴士和小巴總站。

#### 寶達商場

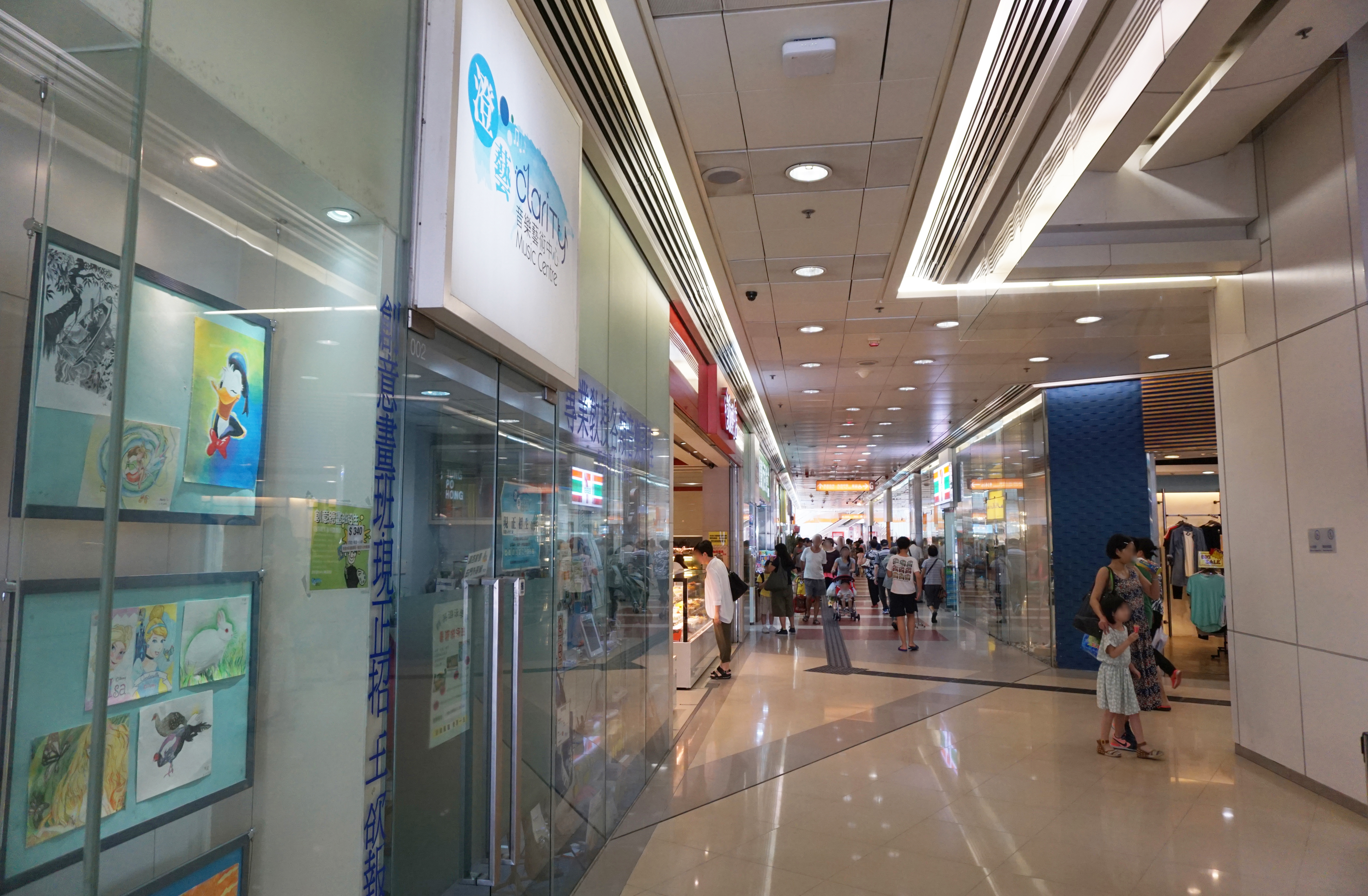
商場地下（2）
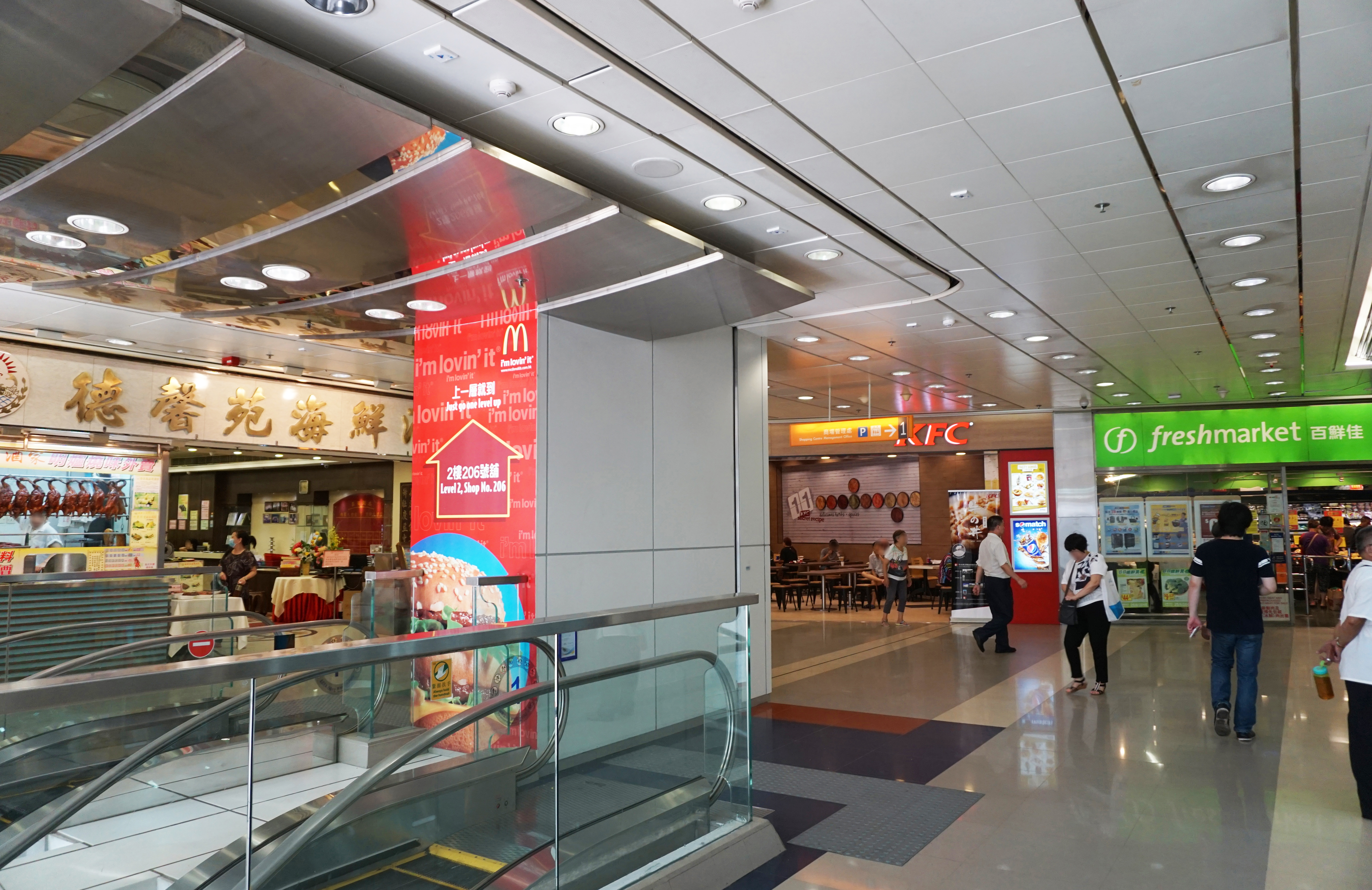
商場P1樓
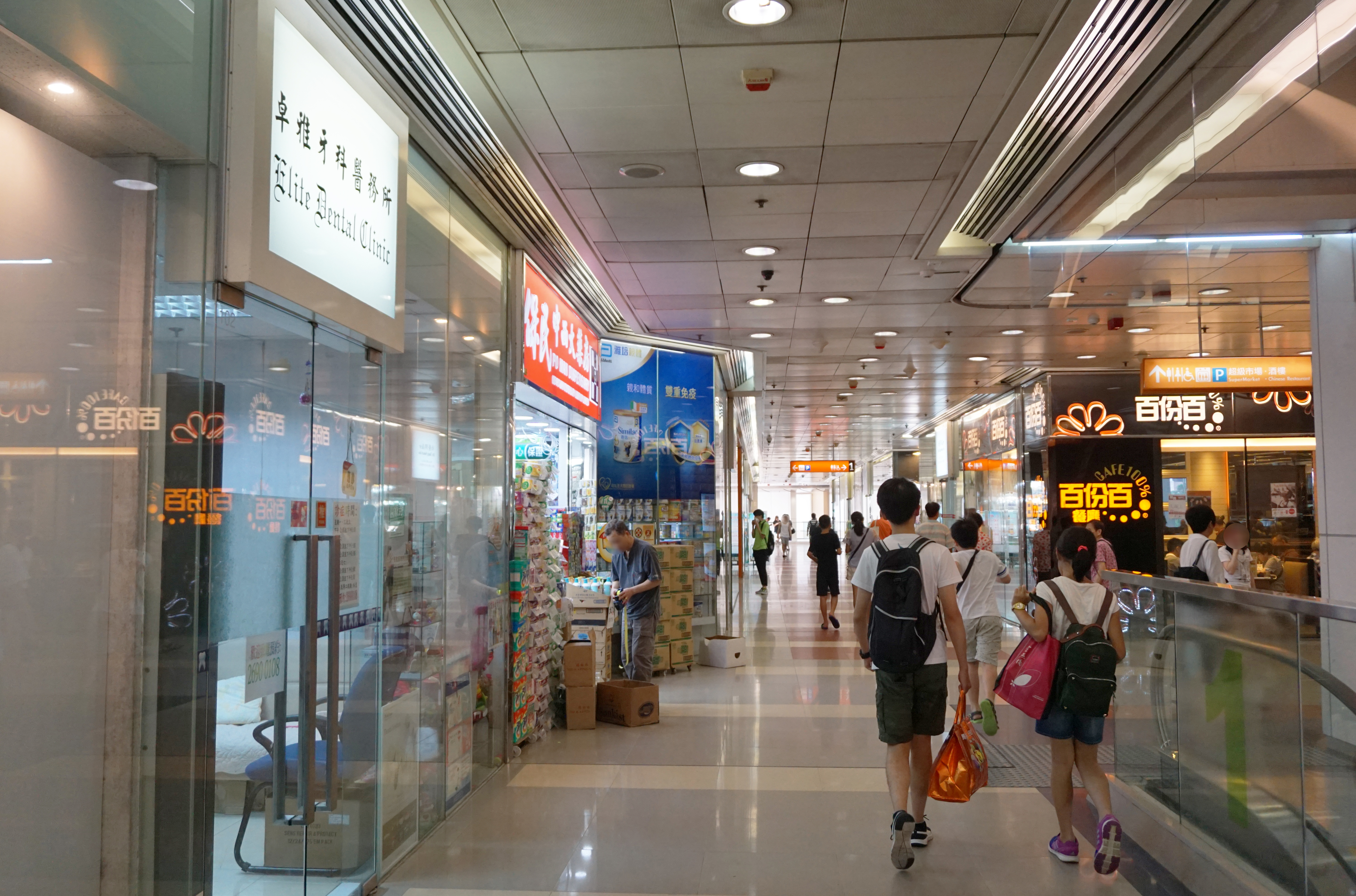
商場P1樓（2）
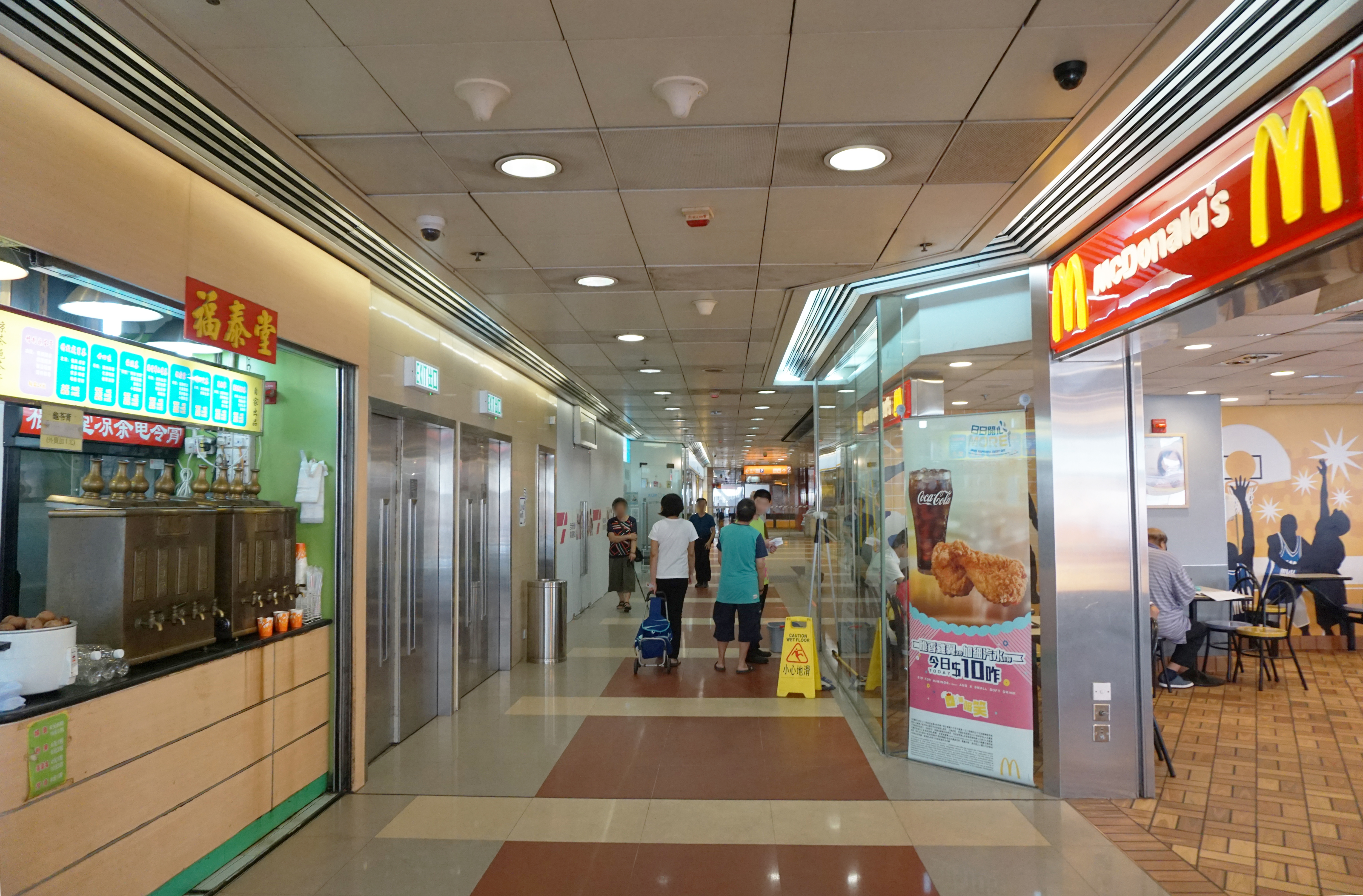
商場P2樓
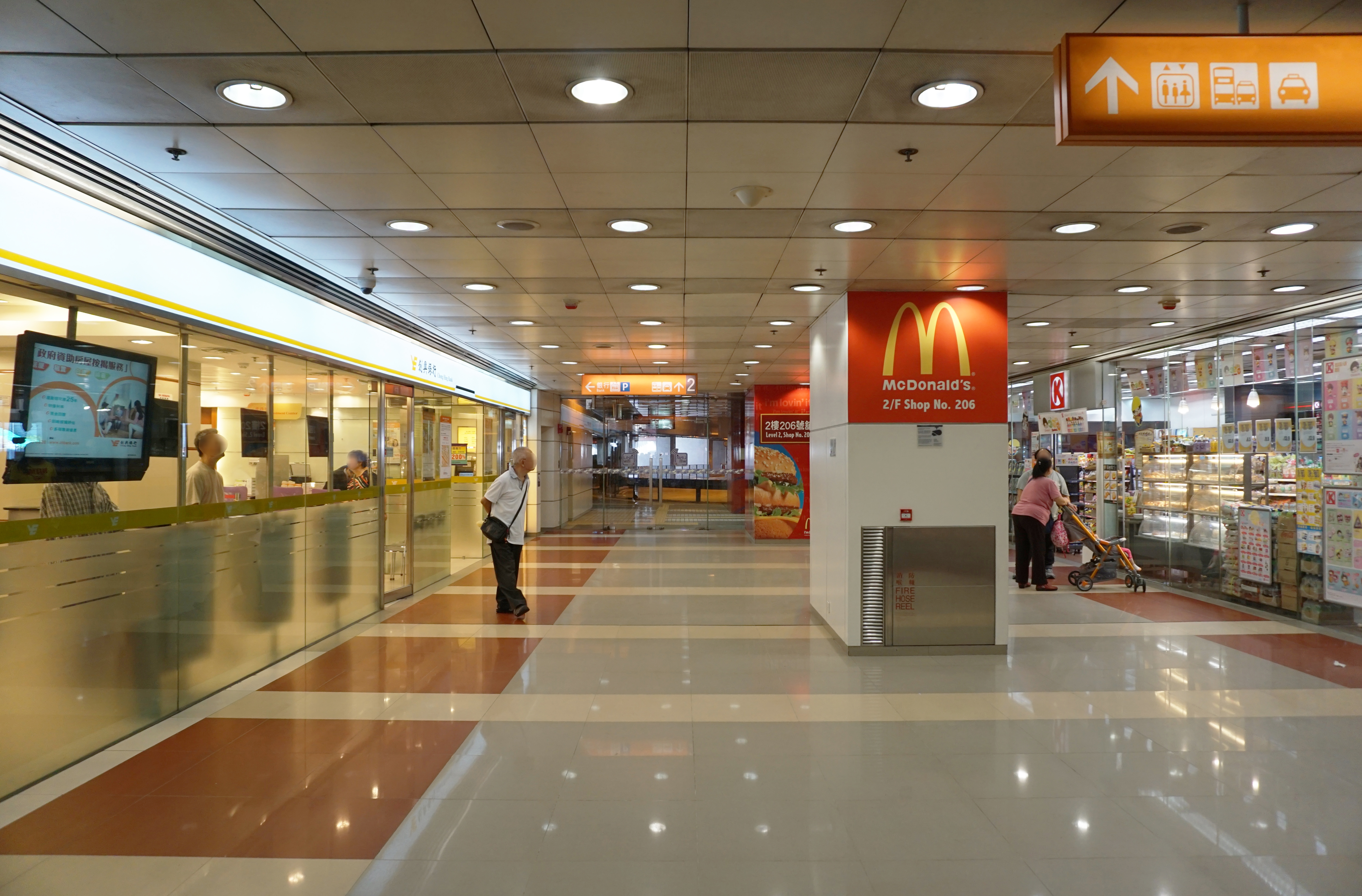
商場P2樓（2）

#### M.C.BOX 寶達市場

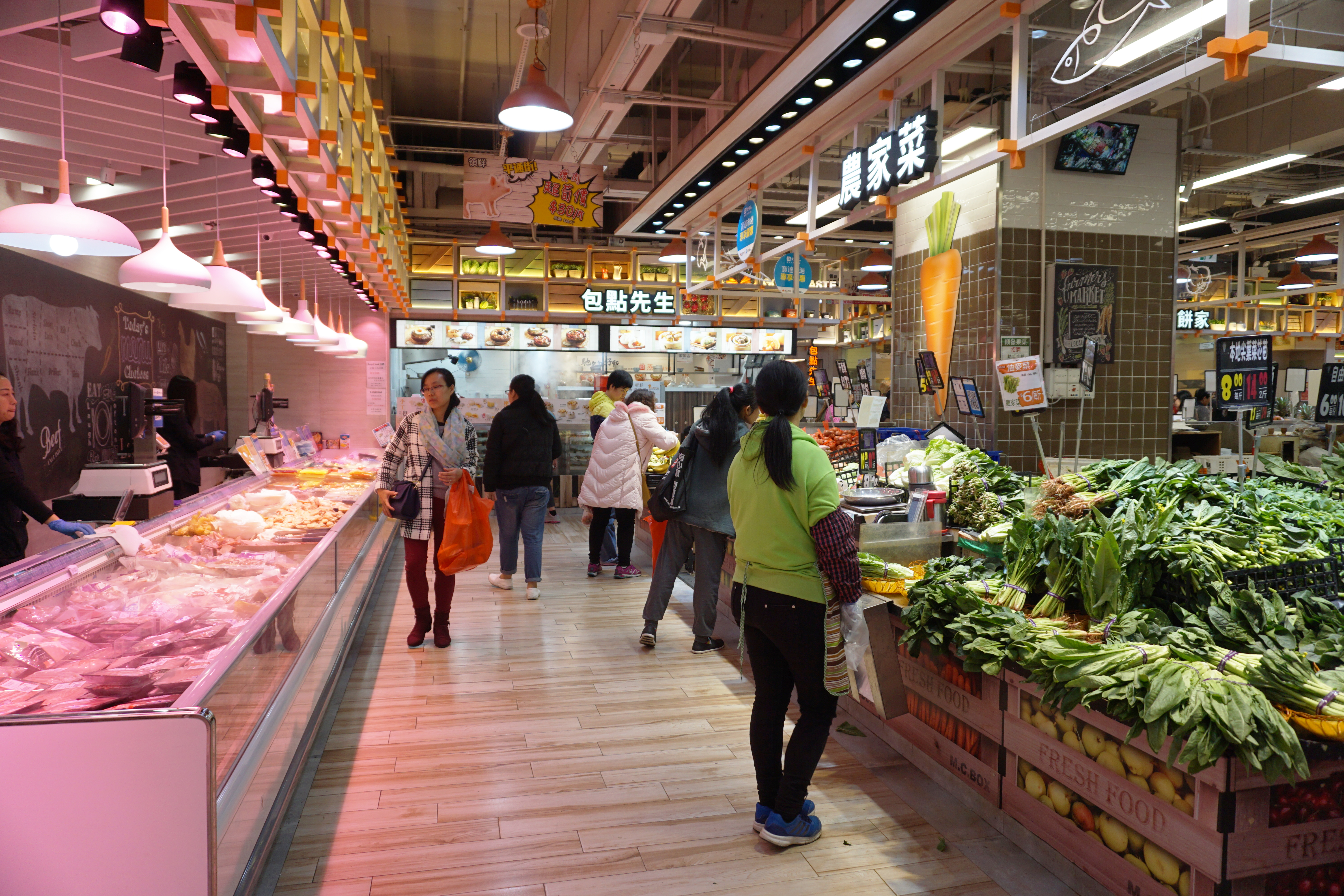
凍肉店、包點店及菜檔
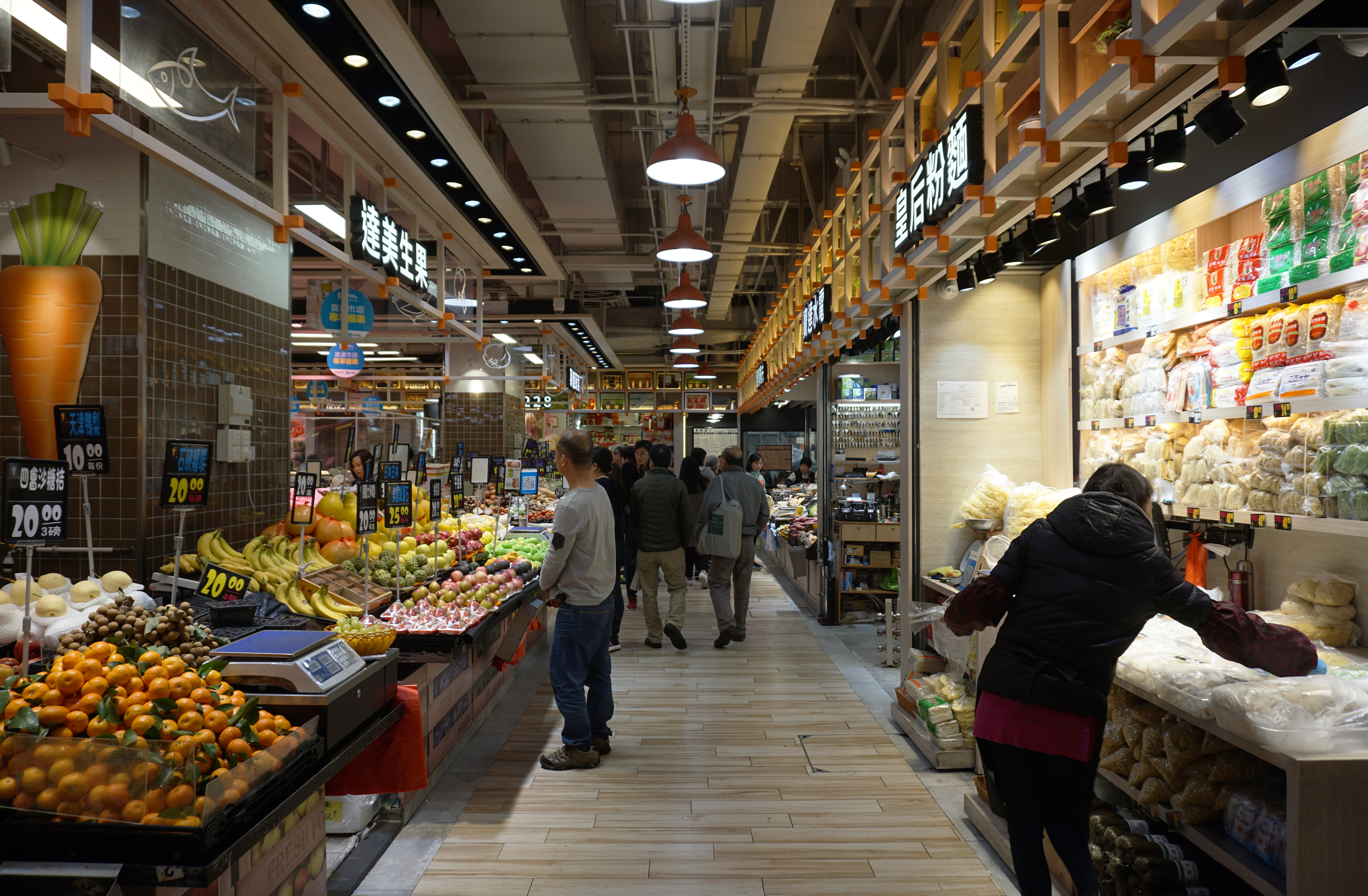
水果檔、水電五金店及粉麵檔
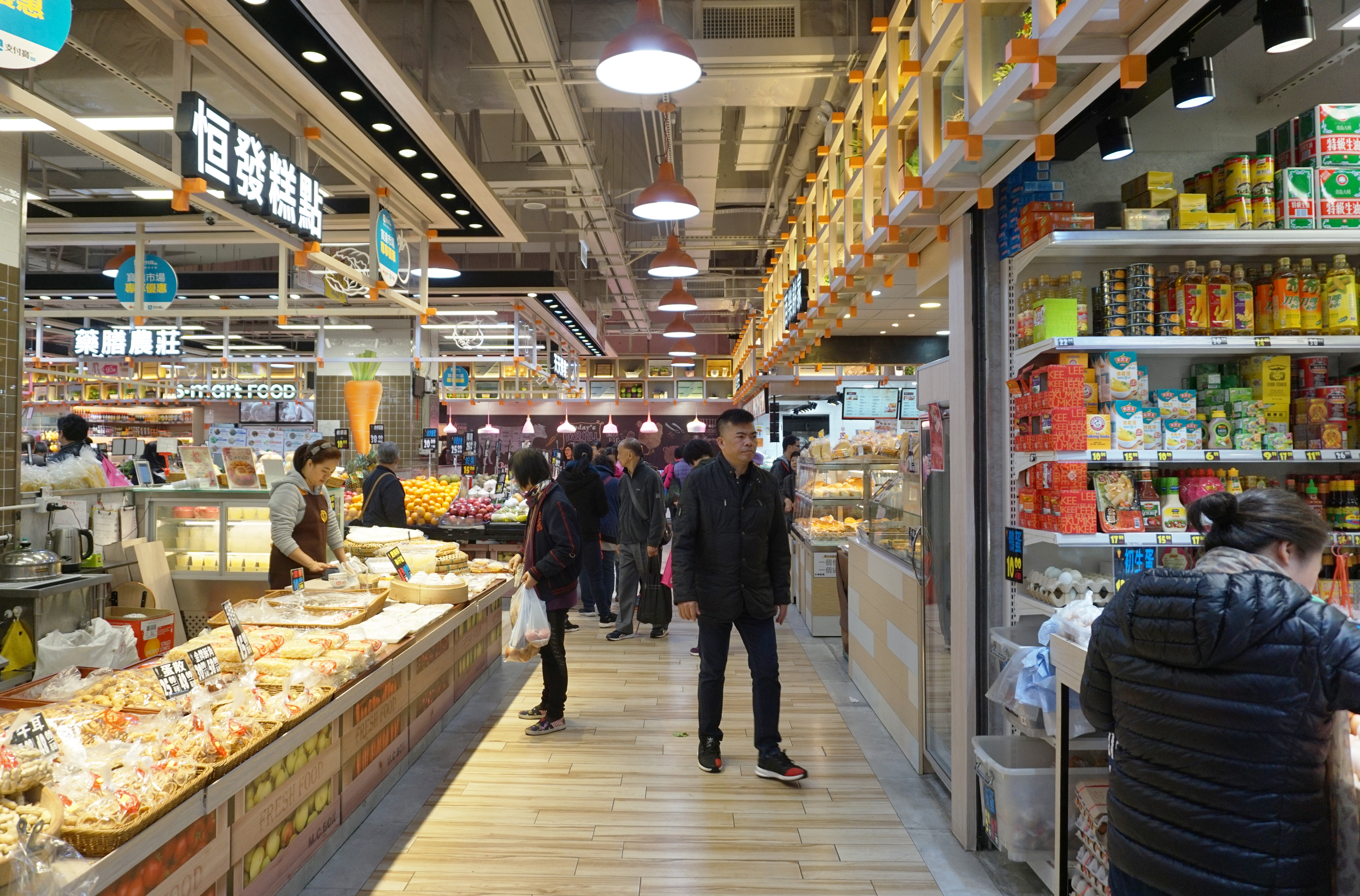
糕點檔、包餅店及糧油雜貨店
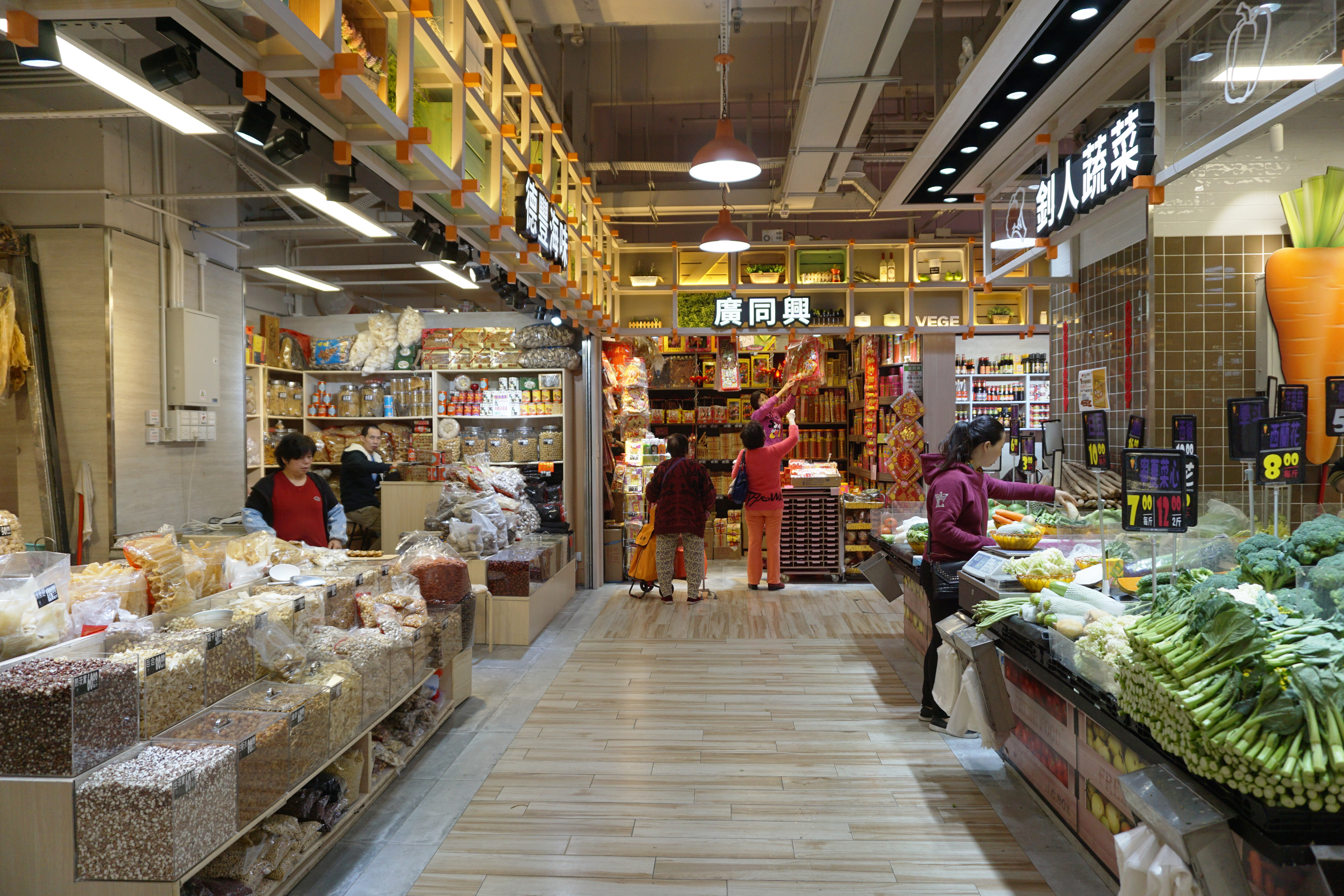
海味店及香燭祭品店
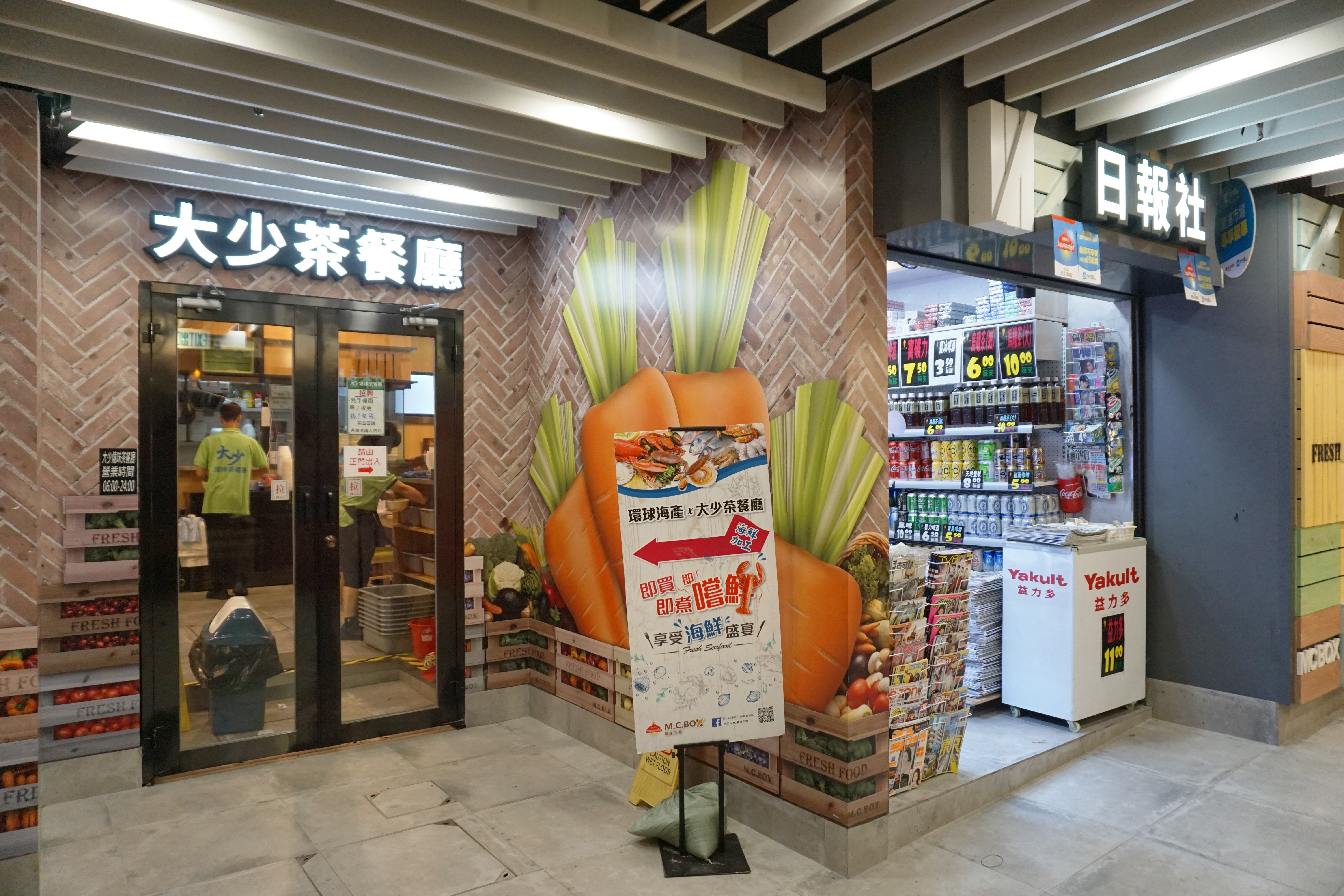
茶餐廳及報檔

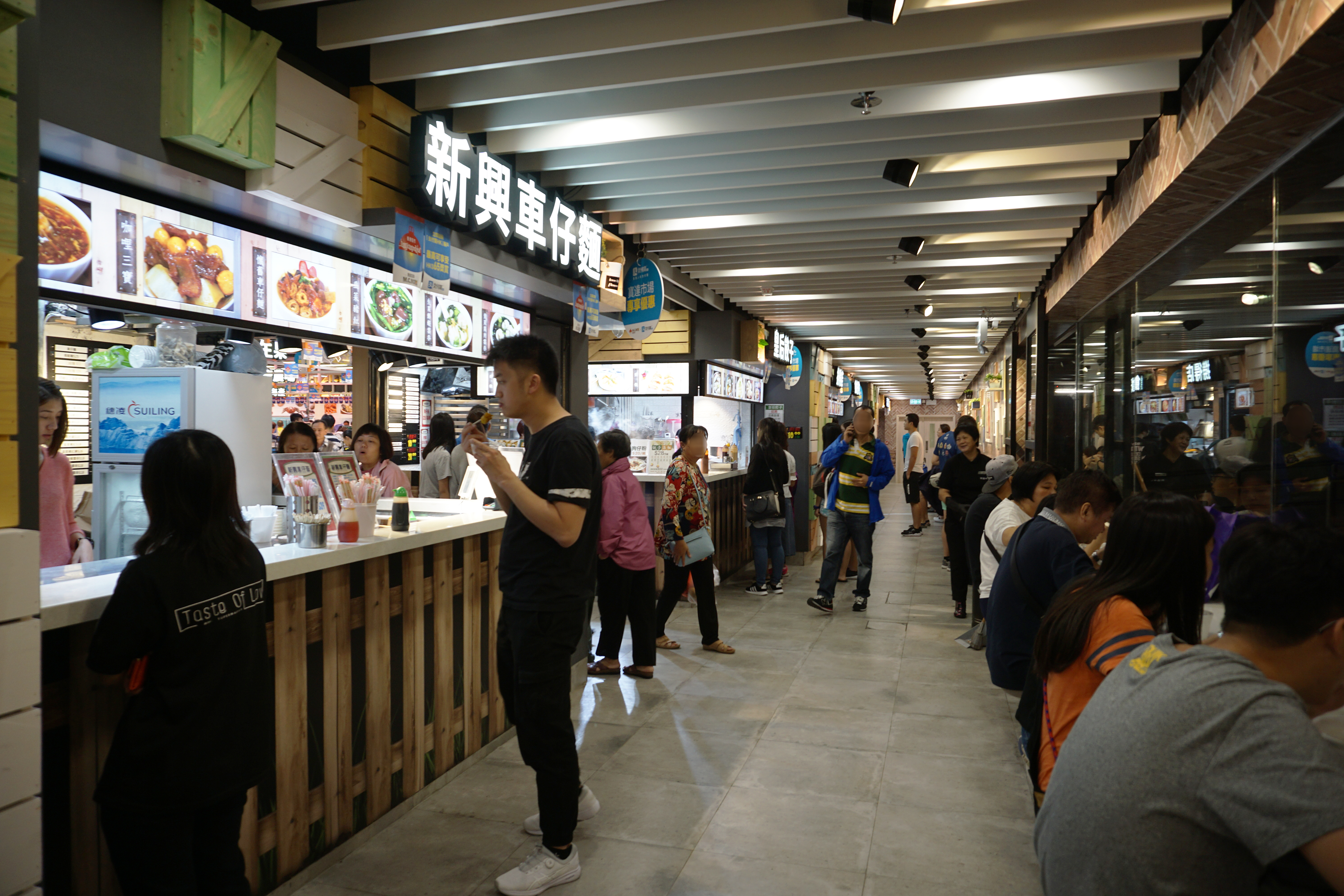
小食區
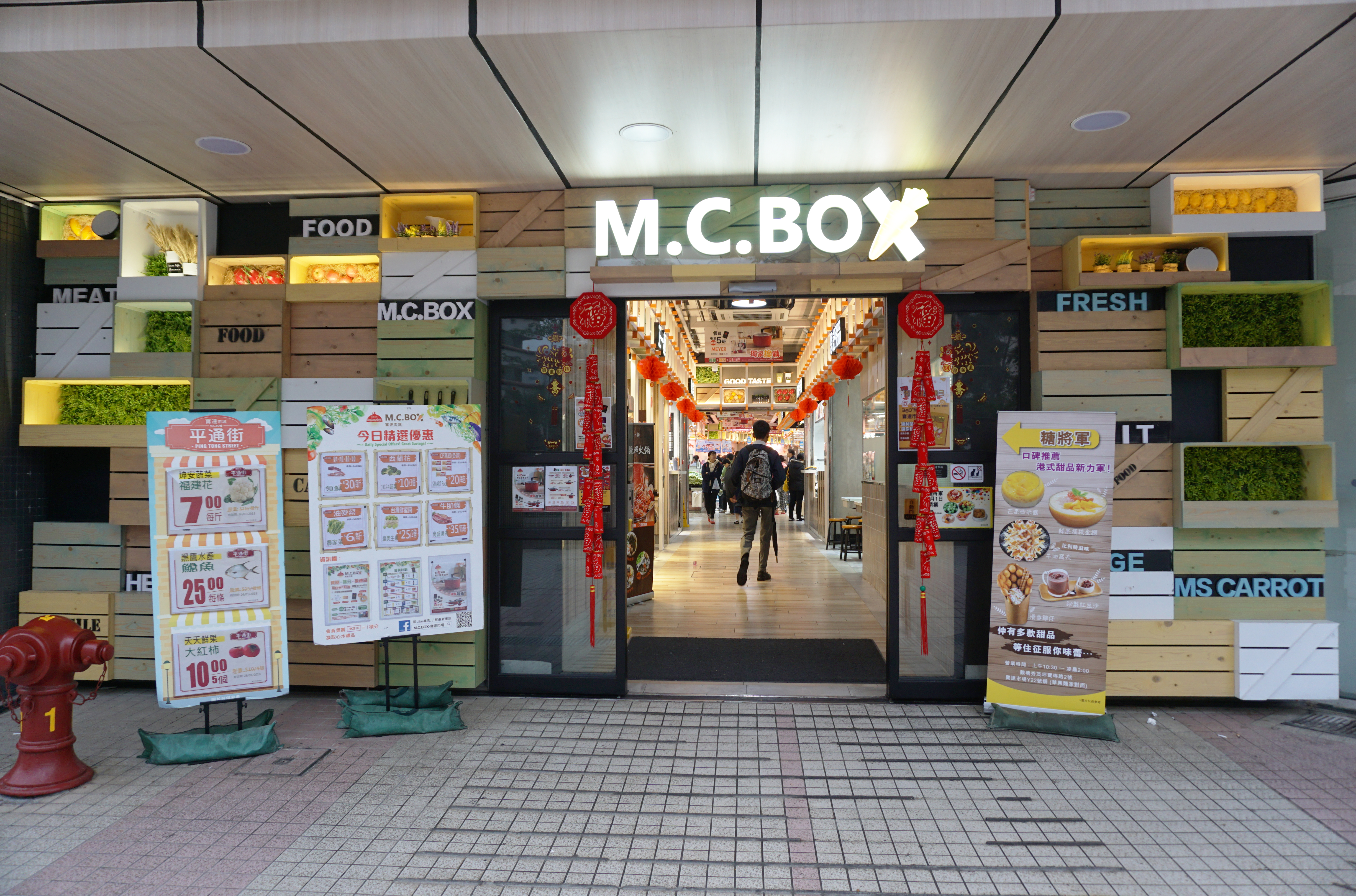
M.C.BOX 寶達市場入口

| 翻新前的寶達街市                                                                                            |
| --- |
| - 菜檔及糧油食品檔 - 凍肉及魚檔 - 服裝家居用品及海味雜貨店 - 食品店及餐廳 - 燒味及祭品店（左） - 珠寶首飾店 |

### 停車場
寶達邨設有停車場，位於前稱曉琳苑的各座基座。

## 教育及福利設施

### 幼稚園
- 順德聯誼總會梁潔華幼稚園 （2001年創辦）（位於達峰樓地下）
- 香港學生輔助會寶達幼兒園 （2002年創辦）（位於達欣樓地下）

### 小學
- 秀茂坪天主教小學（1971年創辦，2001年遷入）

### 長者鄰舍中心
- 嗇色園主辦可榮耆英鄰舍中心（位於達怡樓C翼地下）

### 遊樂設施

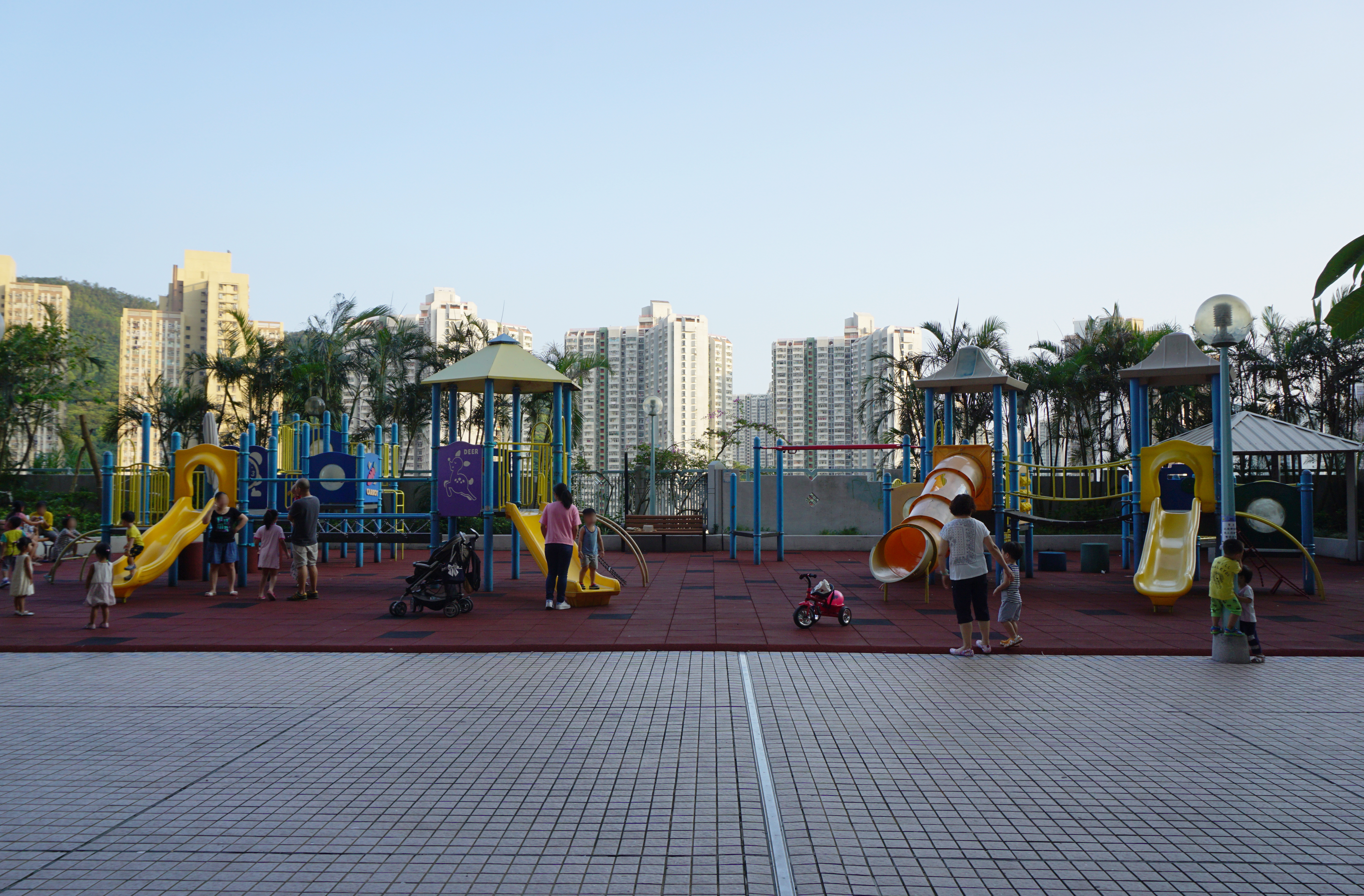
兒童遊樂場（2）
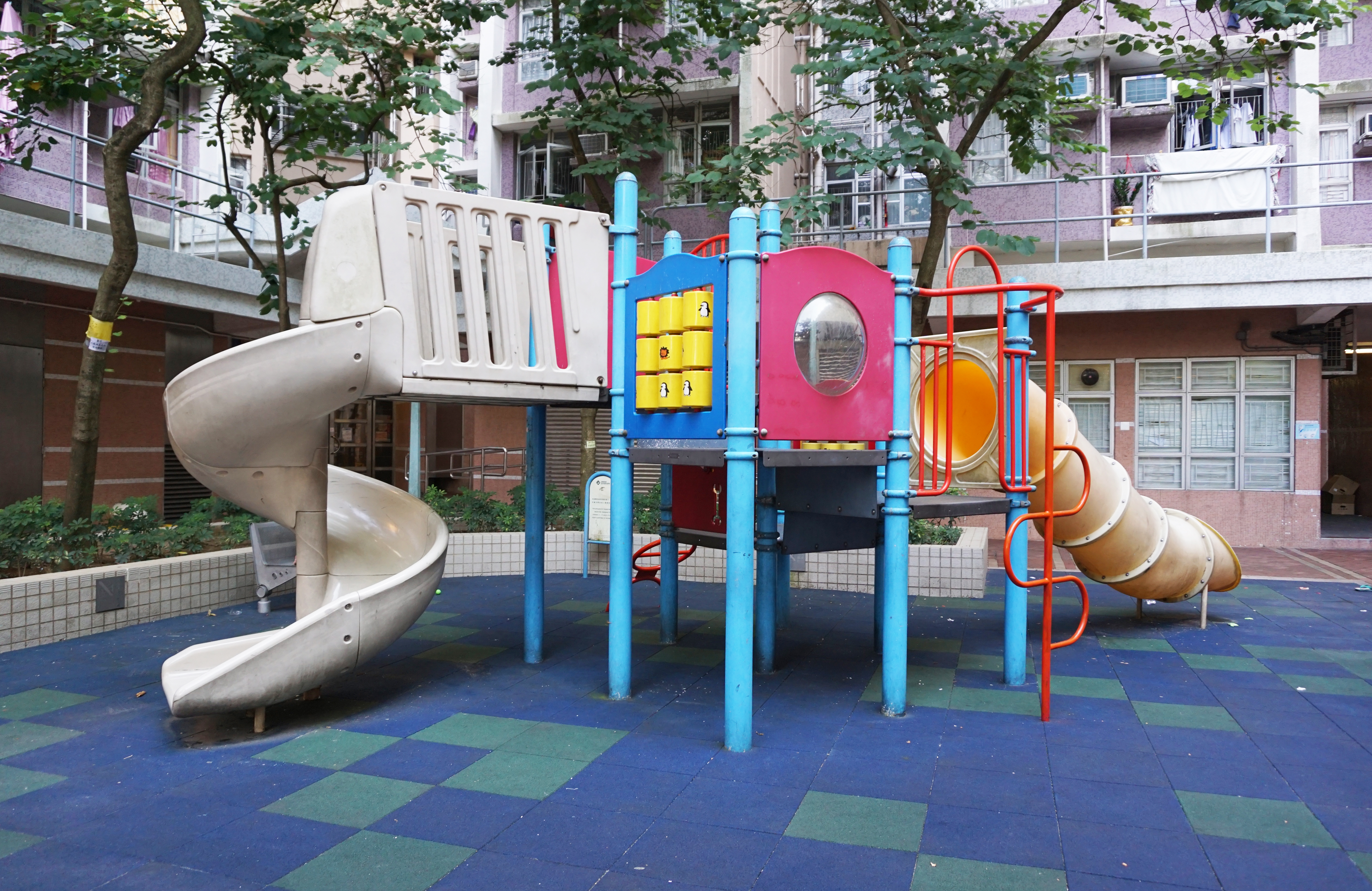
兒童遊樂場（3）
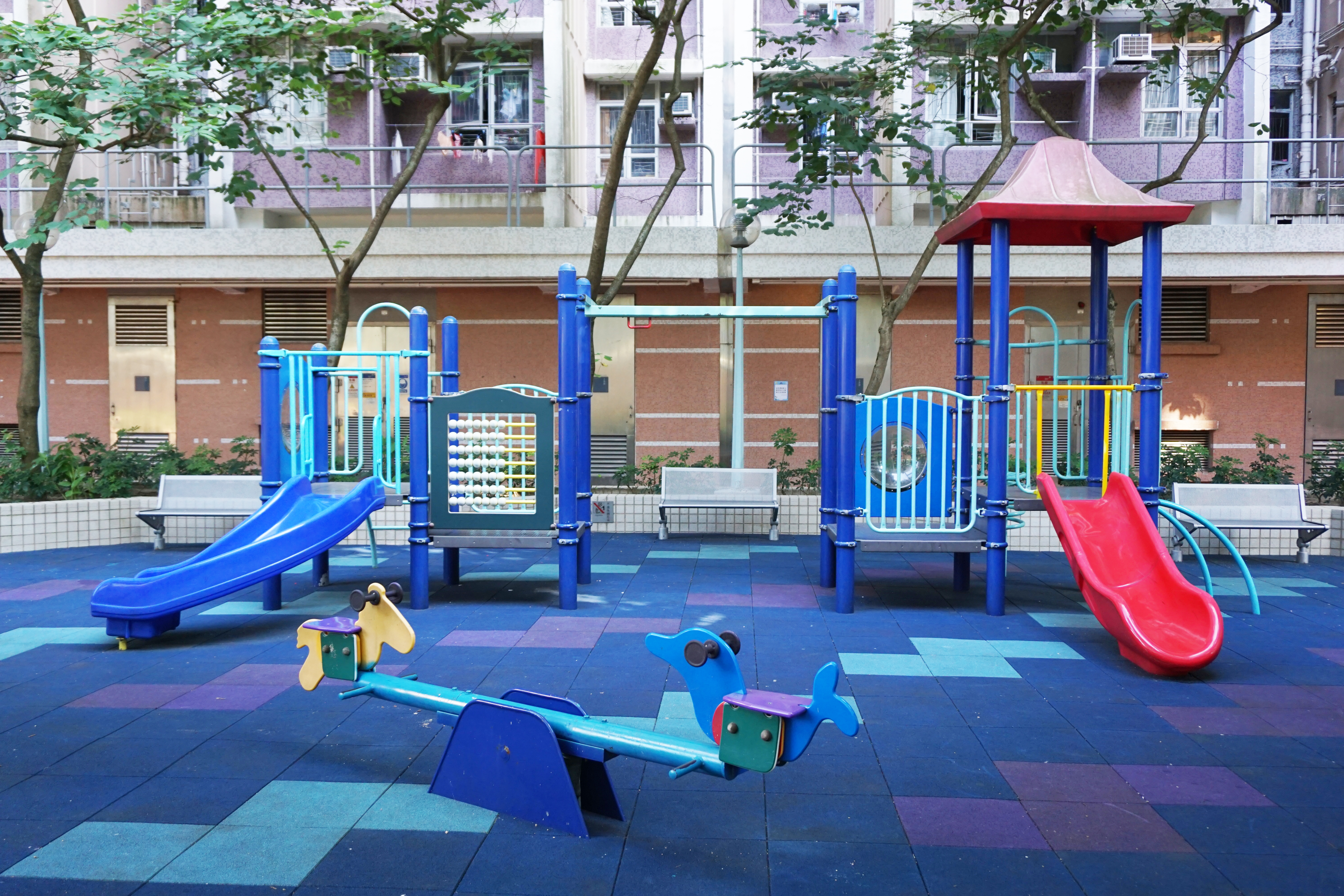
兒童遊樂場（4）
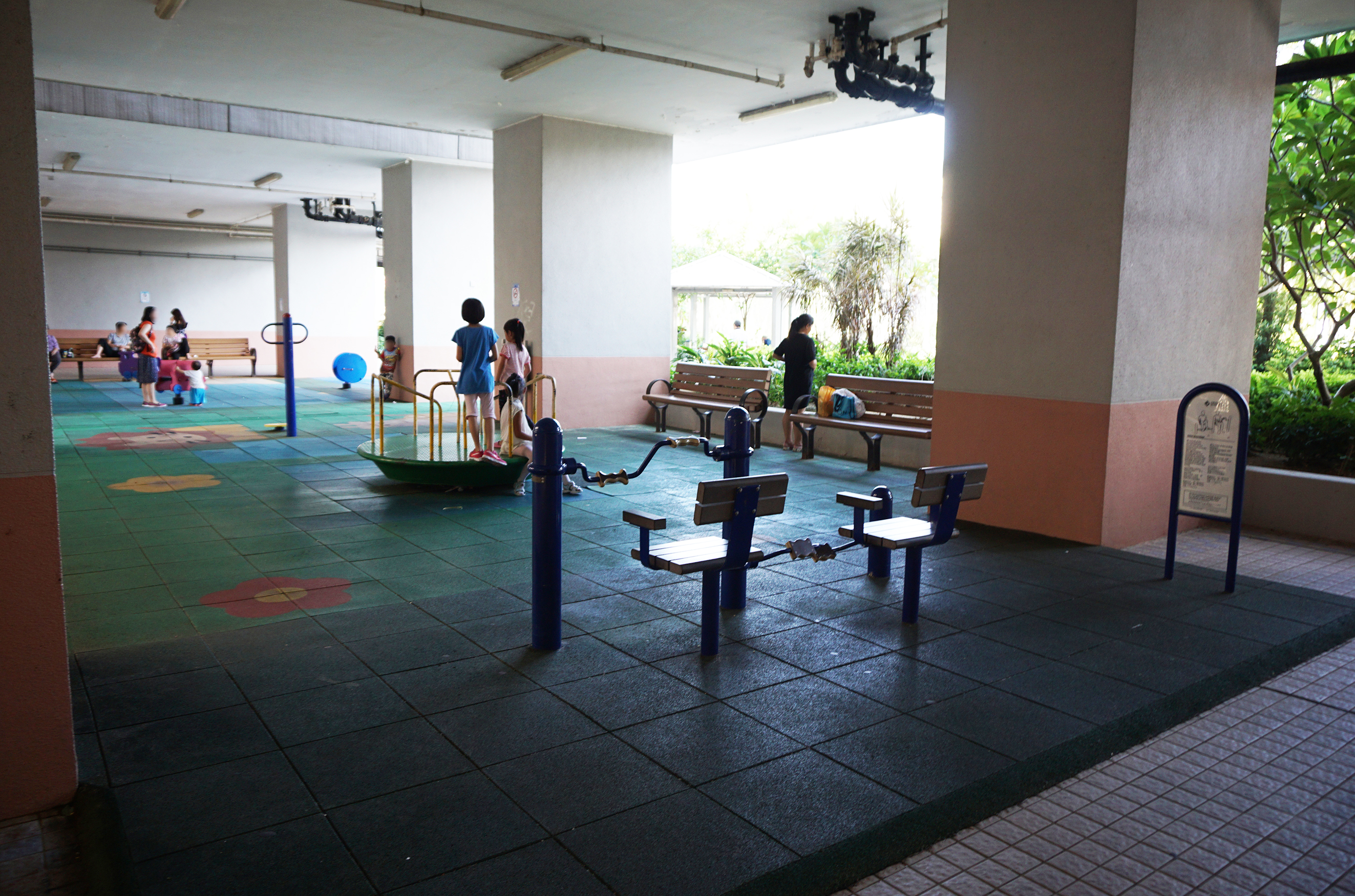
兒童遊樂場（5）
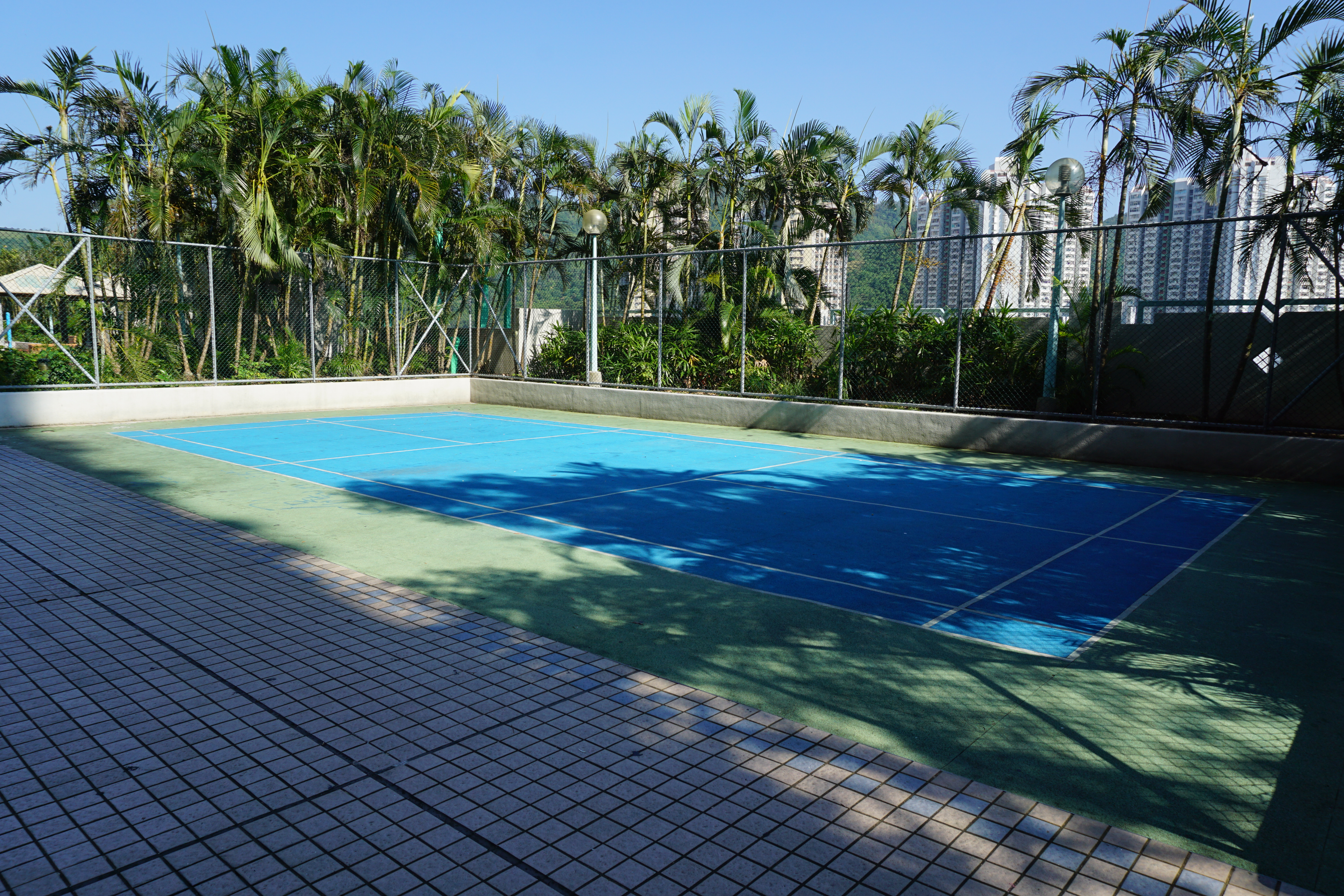
羽毛球場

## 區議會議席分布
| 年度/範圍                                                              | 2004-2007 | 2008-2011 | 2012-2015 | 2016-2019    | 2020-2023    | 2024-2027  |
| ---------------------------------------------------------------------- | --------- | --------- | --------- | ------------ | ------------ | ---------- |
| 達喜樓、達信樓及達佳樓                                                 | 寶達選區  | 寶達選區  | 寶達選區  | 秀茂坪南選區 | 秀茂坪南選區 | 觀塘北選區 |
| 達顯樓                                                                 | 寶達選區  | 寶達選區  | 寶達選區  | 寶達選區     | 秀茂坪南選區 | 觀塘北選區 |
| 達祥樓、達康樓、達富樓、達峰樓、達翠樓、達欣樓、達怡樓、達貴樓及達安樓 | 寶達選區  | 寶達選區  | 寶達選區  | 寶達選區     | 寶達選區     | 觀塘北選區 |

## 事件

### 精神病老翁斬殺鄰居
2014年10月11日，一名住在秀茂坪寶達邨達富樓13樓、並正準備外出的37歲女子與家人，被精神病發的72歲男鄰居淋潑腐蝕液體，男事主隨即跑下樓向保安求救。不料，該老翁繼續在電梯內狂斬女事主與其兩名女兒，女事主送院後傷重不治，而5歲幼女亦告受傷。兇手返回單位內企圖自焚，但最終被捕。兇手於2016年7月被判處無限期醫院令。

### 達喜樓嚴重火災
2021年4月16日凌晨3時05分，寶達邨達喜樓5樓一個三房單位發生四死兩傷火警，一家六口中只有60歲男戶主獲救，情況危殆，其餘各人無一生還，其中27歲長女的遺體在現場被發現，47歲妻子、26歲次女及2歲大外孫女則因吸入過量濃煙，於一小時內相繼不治；至於女婿則於案發時不在場，但聞訊後懷疑精神紊亂需送院。另外一名居住在10樓的90歲老翁吸入濃煙而送院，並無大礙。起火單位的外牆嚴重熏黑。警方一度稱電動按摩椅起火，但之後卻表示火警與鋰電池短路有關，有待調查。